# Tocando Corações 17 anos Vol.1
Tocando Corações 17 anos Vol.1 é um álbum ao vivo da cantora brasileira Rose Nascimento, lançado de forma Independente em 2008 em comemoração aos seus 17 anos de carreira.
O registo foi feito na cidade de São Luís, (MA) em 2007, sendo que toda a renda do evento foi destinada ao Centro Beneficente Ebenezer (CESBE), na Cidade Operária, para a construção de uma escola com capacidade para 1500 alunos.

## Faixas
1. Abertura
2. Fiel toda Vida
3. Jesus é Demais
4. Só vai ser Alegria
5. Deus está Contigo
6. Sempre Fiel
7. Ainda há Chance
8. Livre
9. Deus de Amor
10. Final Feliz
11. Solte a Cabo do Nau